# Orimarga gymnoneura
Orimarga gymnoneura är en tvåvingeart som beskrevs av Alexander 1935. Orimarga gymnoneura ingår i släktet Orimarga och familjen småharkrankar.
Artens utbredningsområde är Taiwan. Inga underarter finns listade i Catalogue of Life.